# Cellarius
Der Cellarius, häufiger Cellerarius, in der deutschen Volkssprache bis zur frühen Neuzeit meist Kellerer (auch Keller oder Kellner genannt), war ein Beruf auf dem Fronhof eines Gutsherrn oder in Klöstern.
Auf dem Fronhof unterstand der Kellerer dem Meier.
Der Cellarius oder Kellerer hatte das Aufsichtsrecht über den Weinberg sowie andere Teile des Gutes und vor allem auch über den oder die Vorratskeller (lateinisch cellarium). Das Amt war somit ähnlich dem Hofamt des Mundschenken.
Das Amt des Mundschenken wurde jedoch ausschließlich mit Personen aus dem Hochadel besetzt, wohingegen der Kellerer insbesondere auf den kleinen Gutshöfen und Klöstern nicht von Adel sein musste.
In der frühen Neuzeit wurde er, z. B. in Württemberg, dem Amtmann beigeordnet und war verantwortlich für das Einziehen der Einkünfte aus den Domänen, zeitweise zog er auch Steuern ein. Das Amt hieß dann Kellnerei oder Kellerei.
Einige Personen, die heute Kellerer oder Keller heißen, haben ihren Namen aufgrund eines Vorfahren, der dieses Amt innehatte (Berufsname).